# Le Défi du champion
Pour plus de détails, voir Fiche technique et Distribution.
Le Défi du champion (Il campione) est un film italien réalisé par Leonardo D'Agostini (it), sorti en 2019.

## Synopsis
Christian, un joueur de football talentueux mais imprévisible, se voit assigner un professeur, Valerio, par le président de son club. On lui pose un ultimatum : soit il passe son bac, soit il arrête le football. Tout les oppose, mais une forte amitié va se créer entre eux. Est ce que Christian va réussir ses examens ? Est ce que Valerio pourra l’aider et renouer avec ses démons du passé ?

## Fiche technique
- Titre original : Il campione
- Titre français : Le Défi du champion
- Réalisation : Leonardo D'Agostini
- Scénario : Leonardo D'Agostini, Antonella Lattanzi et Giulia Steigerwalt
- Musique : Carratello et Ratchev
- Photographie : Michele Paradisi
- Montage : Gianni Vezzosi
- Production : Matteo Rovere et Sydney Sibilia
- Société de production : Groenlandia, Rai Cinema, 3 Marys Entertainment et Regione Lazio
- Société de distribution : Destiny Distribution (France)
- Directeur artistique VF : Mathieu Richer
- Pays de production :  Italie
- Genre : drame
- Durée : 105 minutes
- Dates de sortie :
  - Italie : 18 avril 2019
  - France : 5 août 2020

## Distribution
- Andrea Carpenzano : Christian Ferro
- Stefano Accorsi : Valerio Fioretti
- Ludovica Martino : Alessia
- Mario Sgueglia : Nico
- Camilla Semino Favro : Paola
- Anita Caprioli : Cecilia
- Massimo Popolizio : Tito

## Accueil

### Critique
En France, le site Allociné recense une moyenne des critiques presse de 3,5⁄5.
Pour Olivier de Bruyn du magazine Marianne, « Ce portrait acide du monde du sport - vaguement inspiré par l’itinéraire d’un authentique footballeur : Mario Balotelli - peut même passionner ceux qui se contrefichent du foot. Une sorte d’exploit. ».
Nicolas Schaller de l'hebdomadaire L'Obs décrit ainsi le film : « Postulat facétieux pour un buddy movie touchant, cousu de fil blanc mais efficacement mené, qui vaut pour sa peinture de la vie de millionnaire inculte des jeunes stars du foot. ».

## Distinctions

### Récompenses
- Rubans d'argent 2019 : meilleur nouveau réalisateur et meilleur producteur
- Festival du film italien de Villerupt 2019 : Amilcar du public[6]

### Nominations
- Rubans d'argent 2019 : meilleur acteur pour Andrea Carpenzano, et meilleur acteur dans un second rôle pour Stefano Accorsi
- 65e cérémonie des David di Donatello : meilleur réalisateur débutant et meilleur second rôle masculin pour Stefano Accorsi[7]

### Sélection
- Arras Film Festival 2019 : sélection en section Découvertes européennes